# Cláudio Manuel da Costa
Cláudio Manuel da Costa (Mariana, 1729. június 5. – Ouro Preto, 1789. július 4.) brazil író, zenész, ügyvéd és költő. A portugál származású költő műveit Glauceste Satúrnio álnéven publikálta. Tagja volt a Inconfidência Mineira szeparatista mozgalomnak, a szervezet más tagjaival együtt őt is meggyilkolták.
A Brazil Szépirodalmi Akadémia 8. székének patrónusa.